# Roumanie aux Jeux olympiques d'été de 1924
La participation de la Roumanie aux Jeux olympiques d'été de 1924 est la première de son histoire olympique. Sa délégation exclusivement masculine de 35 athlètes est présente en tennis, en football, en tir et en rugby. C’est ce sport qui lui permet de conquérir son unique trophée, une médaille de bronze.

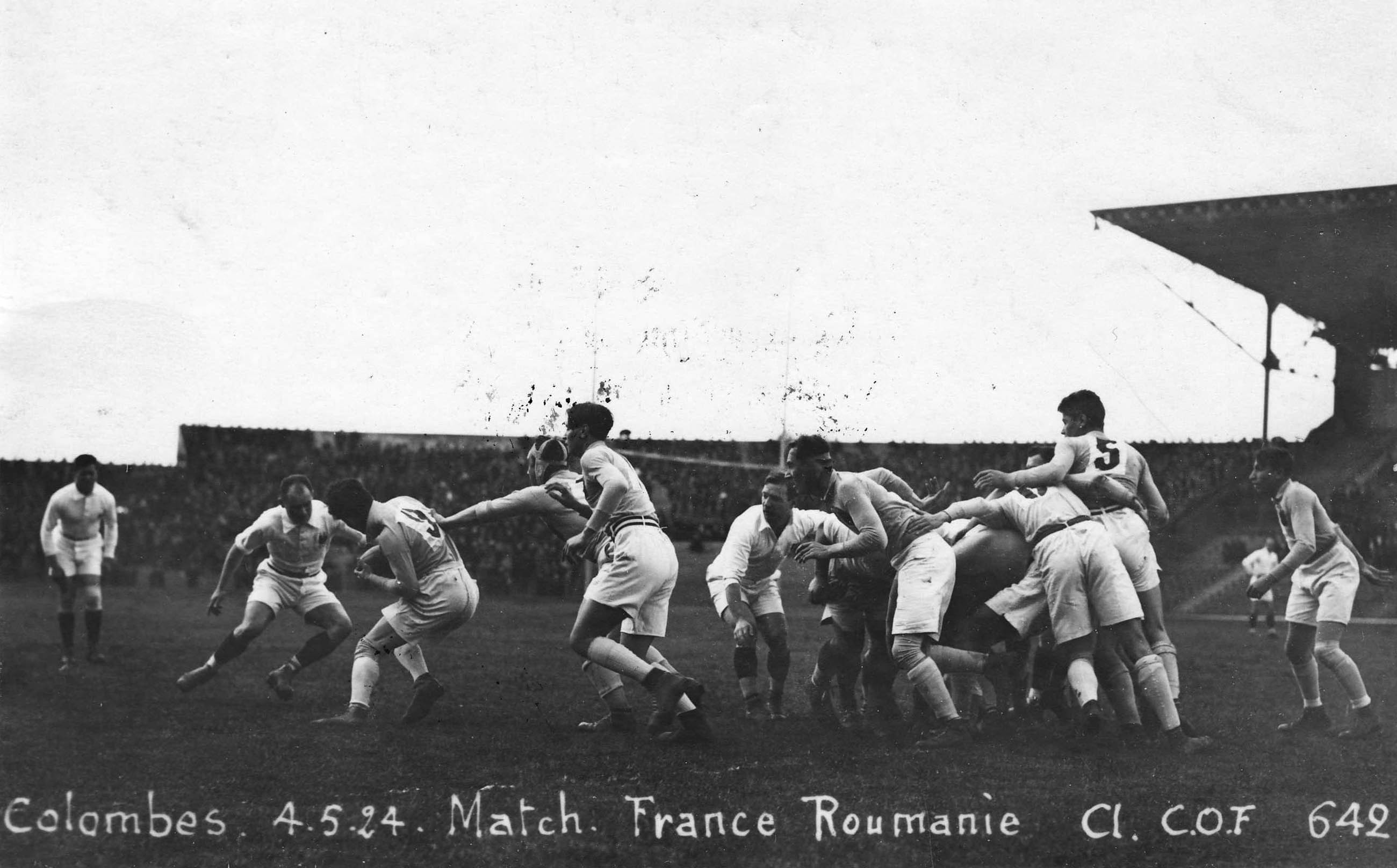
Le match de rugby entre la France et la Roumanie.

## Liste des médaillés roumains
| Médaille           | Athlète | Sport | Épreuve |
| ------------------ | --- | ----- | ------- |
| Médaille de bronze | Dumitru Armăşel, Gheorghe Benția, Teodor Florian Ion Gîrleşteanu, Nicolae Mărăscu, Teodor Marian Sorin Mihăilescu, Paul Nedelcovici, Iosif Nemeş Eugen Sfetescu, Mircea Sfetescu, Soare Sterian Atanasie Tănăsescu, Mihai Vardala, Paul Vidraşcu Dumitru Volvoreanu | Rugby |         |

## Sources
- (fr) Roumanie sur le site du Comité international olympique
- (en) Roumanie aux Jeux olympiques d'été de 1924 sur Olympedia.org